# Rhinella inopina
Espèce
Rhinella inopina est une espèce d'amphibiens de la famille des Bufonidae.

## Répartition
Cette espèce est endémique du Brésil. Elle se rencontre dans le Cerrado :
- au Goiás à São Domingos et à Sítio d'Abadia ;
- au Tocantins à Combinado et à Aurora do Tocantins ;
- au Minas Gerais à Januária et à Bonito de Minas ;
- dans l'État de Bahia à São Desidério.

## Description
Les mâles mesurent de 84,2 à 102,6 mm et les femelles de 97,1 à 136,1 mm.

## Publication originale
- Vaz-Silva, Valdujo & Pombal, 2012 : New species of the Rhinella crucifer group (Anura, Bufonidae) from the Brazilian Cerrado. Zootaxa, no 3265, p. 57-65.